# W-CDMA
W-CDMA (англ. Wideband Code Division Multiple Access, укр. широкосмуговий множинний доступ із кодовим розподілом каналів), також відомий як UMTS-FDD, UTRA-FDD або IMT-2000 CDMA Direct Spread — це стандарт для радіоінтерфейсу, що використовується у мережах мобільного зв'язку 3G.
W-CDMA базується на технології, яку використовує японський оператор NTT DoCoMo для власного сервісу FOMA. Входить до сімейства UMTS (еволюційне оновлення над сімейством GSM) і деколи вживається як його синонім. Технологія може бути додана до існуючих мереж GSM та PDC[джерело?], що робить стандарт W-CDMA найперспективнішим з точки зору використання мережевих ресурсів та глобальної сумісності.
W-CDMA використовує дві широкі смуги радіочастот по 5 МГц (тому й називається — широкий CDMA). W-CDMA використовує множинний доступ DS-CDMA та FDD-дуплекс, що дозволяє досягати вищих швидкостей і витримувати використання мережі більшою кількістю користувачів у порівнянні з відповідними методами TDMA та TDD.
Перша модифікація цього стандарту (UMTS)[джерело?] мала багато технологічних недоліків: низьку місткість мережі, малий радіус дії стільника, порівняно невелику швидкість передачі даних — 386 кбіт/с, що ненабагато перевищувала таку для EDGE. Сьогодні де-факто стандартом третього покоління є надбудова HSPA (HSDPA — швидкісна передача даних від базової станції абоненту, до 15 Мбіт/с, і HSUPA — швидкісна передача даних від абонента до базової станції, до 5,8 Мбіт/с).